# Arhuacs
Els arhuacs o també ika o iku són un dels pobles amerindis de Colòmbia de parla txibtxa que habita el vessant meridional de la sierra Nevada de Santa Marta (Colòmbia). En 2005 eren 22.134 persones, que parlen la seva llengua pròpia.
El terme llengües arhuaques s'aplica a un subgrup de les llengües txibtxa format per l'arhuac, el kogui i el damana, parlats en l'actualitat, així com a altres llengües extintes del nord de Colòmbia.

## Distribució i territori

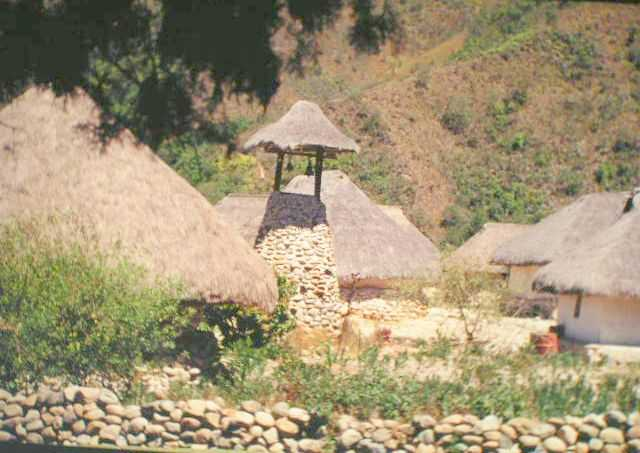
Poblat arhuac.

Els arhuacs són ben coneguts per la seva organització dinàmica i el seu nivell de conscienciació política. Viuen a les valls altes dels rius Piedras, San Sebastián de Rábago, Chichicua, Ariguaní i Guatapurí, en una àrea reconeguda per l'Estat colombià com resguardo indígena de propietat col·lectiva. El seu principal assentament és Nabusímake (anteriorment San Sebastián de Rábago).
El seu territori tradicional arribava molt més a baix que els límits actuals del resguard i del poblament arhuac, fins a l'anomenada línia negra imaginària, que tanca varis dels llocs sagrats als quals segueixen acudint els indígenes a fer les seves ofrenes o pagamentos. Els indígenes han perdut les terres baixes, per la colonització i l'expansió de les hisendes, la qual cosa ha ocasionat al seu torn la desforestació de la regió.

### Comunitats
Els arhuacs estan distribuïts en 22 parcialitats.
Zona Central: Nabusímake, la capital de los arhuacos; Yechikin i Busin.
Zona Occidental: Serankua, Windiwameina, Singunei.
Zona Sud: Zigta, Yeurwa, Gumuke, Yeiwin, Seiarukwingumu, Buyuaguenka, i Simonorwa.
Zona Suroriental: Wirwa, Yugaka, Karwa.
Zona Oriental: Sogrome, Donachwi, Timaka, Aruamake, Seinimin i Izrwa.
Encara que el poblament quotidià és dispers, en els poblats s'efectuen reunions i cerimònies. El principal d'ells, Nabusímake (en el municipi de Pueblo Bello), té un significat especial pels arhuacs; està compost per unes cinquanta cases quadrades i els temples circulars o kankura dels homes i de les dones.

## Economia

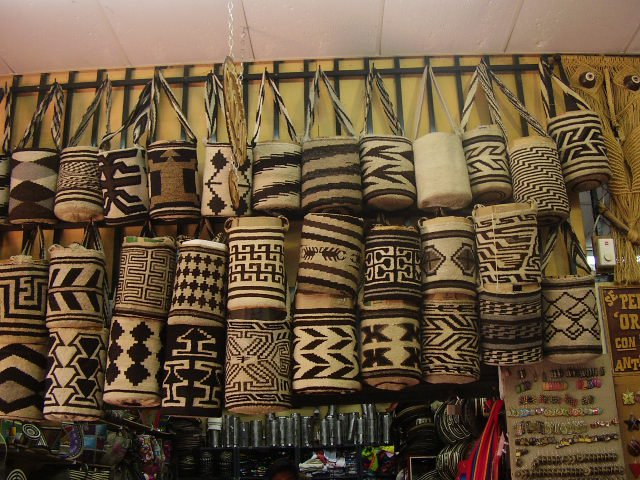
Motxilla arhuaca, una de les artesanies més representatives de Colòmbia.

L'activitat econòmica fonamental dels arhuacs és l'agricultura, orientada principalment a l'subsistència. Originalment cada família posseïa una parcel·la en terra freda, una altra en clima mitjà i una altra en terra calenta, però d'estàs últimes ja no es disposa perquè la invasió va provocar la reducció territorial. A les terres altes conreen papa, ceba, all, fava, cogombre, enciam, mora, tomaquera d'arbre, carabassa, blat i fique. A les terres mitjanes blat de moro, fríjol, yuca, arracacha, malanga, coca, cotó, pinya, papaia, guaiaba, maracuià, granadilla, taronja i llimona. A més crien gallina, bestiar boví, ovella i cabra en petita escala.
La producció de cafè té un objectiu principalment comercial, per obtenir productes que no s'aconsegueixen en la comunitat. També venen motxilles, de les quals bona part de la producció és per a ús personal, ja que són una part fonamental de la indumentària pròpia, encara que cada vegada guanya més penetració al mercat d'artesanies típiques del país. Els homes fabriquen la totalitat de la roba i part de les teles, encara que s'utilitzen actualment gèneres comprats.

## Naturalesa i l'home
Tradicionalment els arhuacs han estat poc bel·licosos i defensors de la convivència pacífica amb altres grups humans. Estan convençuts que l'equilibro de la humanitat està en el respecte cap als altres éssers, no solament entre els humans, també entre les diferents cultures; però no solament les cultures humanes, sinó aquestes cultures de la naturalesa.".

## Gastronomia
Els arhuacs basen la seva alimentació en productes vegetals com l'arracacha, bananrs, yuca, api, nyam, malanga, papes, fríjol, batates, col, blat de moro, cebes i sucre. A vegades inclouen carns i cereals, caragols i iguana. Passen dies sencers mastegant fulles de coca com a part de la seva tradició, creences i costums. pel que fa a begudes compten amb l'aigua de panela amb llimona o guarapo i el rom. Quant a arbres fruiters nadius consumeixen les fruites de l'aladern i el guaiabo, entre d'altres.

## Pensament
Els arhuacs són un poble profundament espiritual i coneixedor de la seva pròpia filosofia, que té un caràcter globalitzant. Creuen en l'existència d'un Creador i Gran Pare, Kakü Serankua, del qual van provenir els primers déus i éssers materials, altres pares com el sol i els nevats i altres mares com la Terra i la Lluna. Consideren a la Serra com el cor del món, des del qual es va originar en les diferents pedres.
La naturalesa i la societat com a unitat estan regides per una sola Llei Sagrada, immutable, preexistent, primitiva i supervivent a tots i a tot. Podria el món existir o deixar d'existir, sense que això alterés en el mínim l'essència d'aquesta Llei, la qual constitueix el pensament universal del no manifest, únic origen de la vida.
La Llei universal Kunsamü és representada per un nen, el Mamo Niankua. Aquesta Llei d'origen troba expressió en l'univers. Es dona llavors una associació entre Llei i pensament, que, a compàs amb l'entorn, es transforma en Llei Natural. Aquesta Llei Natural dona origen a la creació de la matèria i a la seva evolució, equilibri, preservació i harmonia, que constitueixen els objectius fonamentals i la raó de ser dels Mamo, les autoritats espirituals de la societat arhuaca, que encarnen el seguiment a la Llei tradicional.
Cada Mamo o Mamü és escollit entre diferents candidats de vuit a deu anys edat i rep una educació que dura com a mínim 9 anys, 15 anys en mitjana. Poden perllongar el seu estudi, especialitzant-se en certs coneixements. Són filòsofs, sacerdots, metges i consellers pràctics individuals i comunitaris. La seva influència és decisiva en la vida de cada persona i en la societat.

## Conflicte recent
En 1916 els arhuacs van sol·licitar al Govern enviar mestres per ensenyar lectura, escriptura i matemàtiques, però en comptes d'això van enviar a missioners Caputxins del centre del país, que quatre anys després ja atropellaven la cultura indígena, i van intentar prohibir-la als nens, establint un règim de terror en un internat que denominaven orfenat. També van establir treballs obligatoris, raó per la qual els indígenes van demanar inútilment que els retiressin de la regió.
En 1943 els polítics de Valledupar, els missioners i el Ministeri d'Agricultura van expropiar sense indemnització la millor terra de Nabusímake per fer una granja agrícola de l'estat. Els indígenes van combatre-ho i van formar en 1944 la Lliga.
En 1962 el govern va imposar la construcció d'una torre de televisió en el turó Alguacil, lloc sagrat. Allí es va establir una base de l'Exèrcit per imposar-li als indígenes l'obra. També es va construir una carretera en territori indígena que va obrir el camí a la colonització massiva i fins avui és un perjudici al territori indígena. Contra tot això es va reorganitzar la Lliga, que va ser "prohibida" pels missioners i l'inspector de policia.
En 1972 va ser conformat el cabildo governador, que va resultar una forma d'organització adequada per resistir i defensar els valors i terres indígenes. Els indígenes reorganitzats van lluitar per la sortida dels caputxins, la qual cosa van aconseguir en 1983, després d'ocupar pacíficament les instal·lacions de la missió el 7 d'agost de 1982.

### Cultius il·legals
Colons no indígenes van començar a sembrar marihuana en la Serra Nevada cap a 1975. Això va portar problemes que van afectar les comunitats indígenes, com a reclutament de la seva mà d'obra, aculturació d'algunes persones i violència. En la dècada del 80 la situació va empitjorar perquè molts colons pobres de diversos llocs del país, davant la manca de terra i de solucions a les seves necessitats elementals es van establir en la Serra per sembrar coca. És molt diferent el consum tradicional de les fulles de coca pels indígenes, del cultiu per produir cocaïna mitjançant processos químics que realitzen els colons i els traficants. Després d'ells va arribar a la Serra el conflicte armat colombià, al com són aliens els pobles indígenes, els combats, la presència massiva de militars, paramilitars, guerrillers, i l'assassinat d'indígenes acusats per un o un altre bàndol de pertànyer a l'altre.
La colonització és un enorme problema social causat per la concentració de la propietat de les millors terres que caracteritza a Colòmbia. La il·legalitat dels cultius de marihuana i coca, així com l'anomenada guerra contra les drogues i les fumigacions aèries de cultius il·legals, han dispersat aquests pel país i han fet que envaeixin molts territoris indígenes, de manera que els resguards sobre els quals l'estat ha reconegut la propietat arhuaca estan retallats per dins.
El conflicte armat fa que els contendents de tots dos bàndols vulguin controlar els cultius il·legals com a botí de guerra, per la qual cosa els territori envaïts i els pobles indígenes sofreixen enormement entre dos focs, a més de veure retallat el seu territori, patir violència, reclutaments forçats per grups armats, assassinats, amenaces, divisions i els efectes de les fumigacions sobre la naturalesa.

### Megaprojectes
En 2010 s'anuncià la construcció de represes en la Sierra Nevada, la hidroelèctrica de Bezotes, la d'El Cercado. También s'han dissenyat plans turístics a la Sierra. Aquesta situació completa el cèrcol als arhuacs i posa en perill les aigües i les terres. Els arhuacs organitzats en la Confederació Indígena Tairona tracten de fer front a totes aquestes situacions.